# Мортон, Джон (политик)

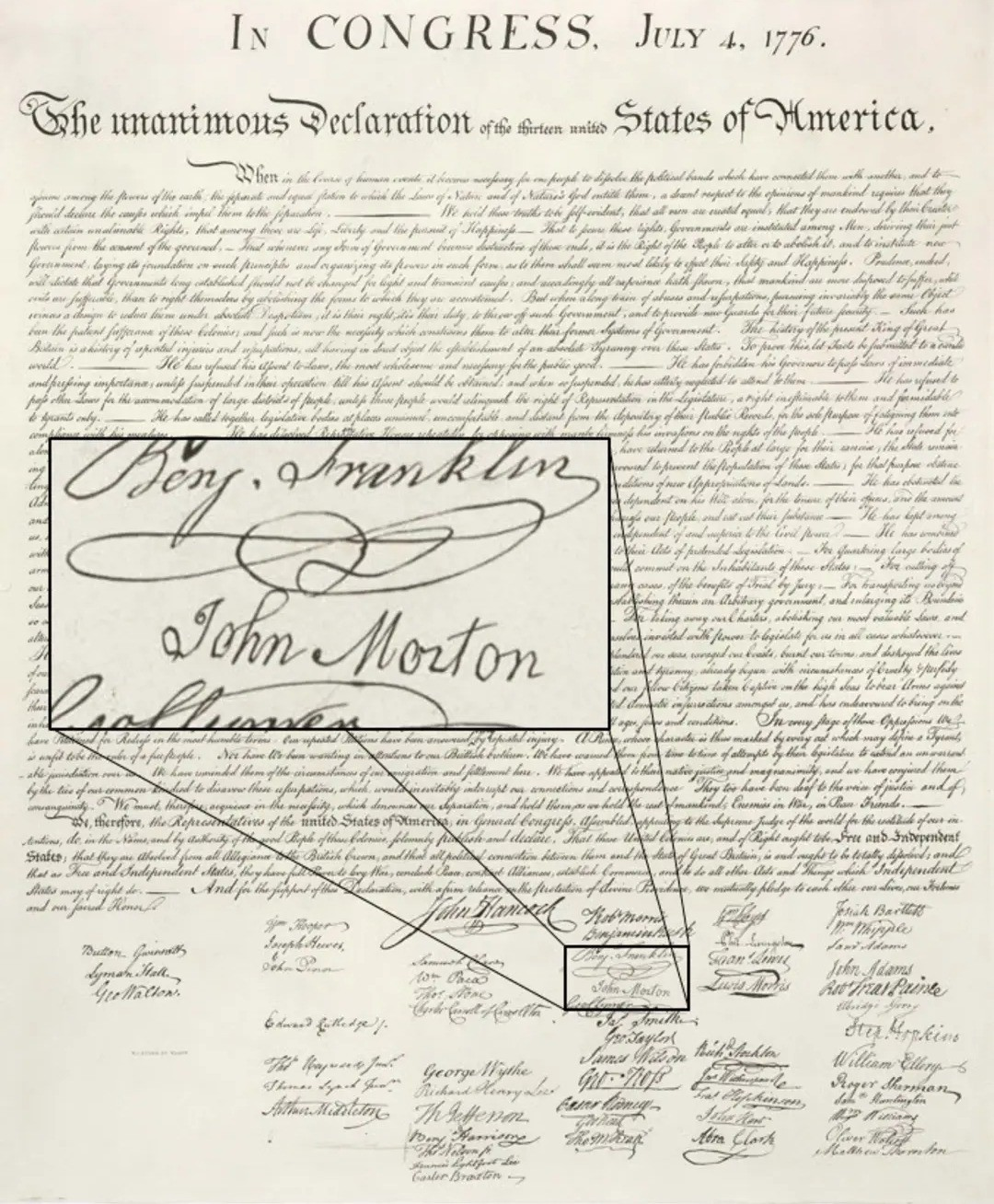
Подпись Джона Мортона на Декларации независимости США от 4 июля 1776 года.

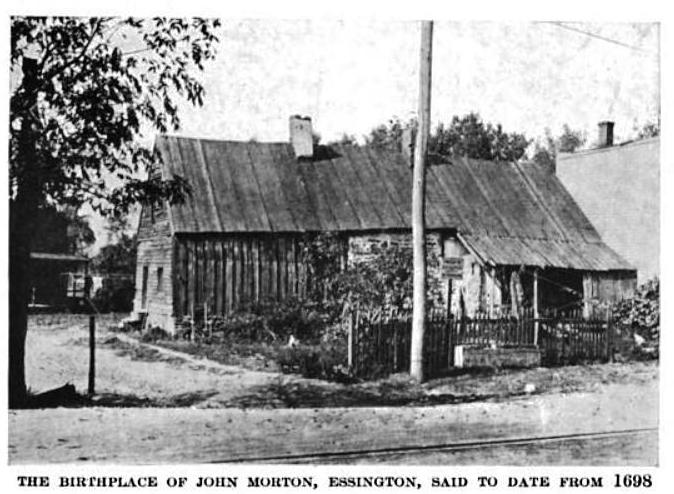
Место рождения Джона Мортона.

Джон Мортон (англ. John Morton; 1724 или 1725, Ридли, Пенсильвания — 1 апреля 1777, Ридли, Пенсильвания) — американский государственный и политический деятель, фермер, геодезист и юрист из Пенсильвании, финского происхождения. Один из отцов-основателей США.
Как делегат Континентального Конгресса во время американской революции, он был подписантом Континентальной ассоциации и Декларации независимости. Мортон обеспечил решающий голос, который позволил Пенсильвании проголосовать за Декларацию. Мортон возглавлял комитет, написавший Статьи Конфедерации, хотя он умер до подписания.

## Ранняя жизнь
Джон Мортон родился в городке Ридли, в округе Честер, (современный округ Делавэр), в провинции Пенсильвания, в 1724 или 1725 году (точная дата неизвестна). Прадед Мортона — Мартти Марттинен (швед.: Mårten Mårtensson, или Morten Morteninpoika) был финном с корнями из Рауталампи. В 1653 году Марттинен эмигрировал из Финляндии — тогда входившей в состав Шведской империи — привезя сына Мартти-младшего в шведскую колонию в Северной Америке — Новая Швеция. Сын Мартти-младшего, Йохан (Johan), перевёл своё имя на английский язык и стал Джоном Мортоном-старшим, который умер в 1724 году — незадолго до рождения своего единственного сына и тёзки, который впоследствии стал знаменитым финско-американским государственным деятелем Джоном Мортоном. Его мать, Мэри Арчер, также была финского происхождения. Когда Мортону было около семи лет, его мать вышла замуж за Джона Скетчли, фермера английского происхождения, который вырастил и дал образование Мортону.

## Политическая карьера
Джон Мортон был избран в Ассамблею провинции Пенсильвания в 1756 году. В следующем году он также был назначен мировым судьёй и занимал эту должность до 1764 года. В 1765 году он был делегатом Конгресса Закона о гербовом сборе. Он ушёл из Ассамблеи в 1766 году. на должность шерифа округа Честер. Он вернулся в Ассамблею в 1769 году и был избран спикером в 1775 году. Тем временем его судебная карьера достигла апогея с назначением помощником судьи Верховного суда Пенсильвании в 1774 году.
Мортон был избран в Первый Континентальный конгресс в 1774 году и Второй Континентальный конгресс в 1775 году. Он осторожно помогал Пенсильвании двигаться к независимости, хотя и выступал против радикальной конституции Пенсильвании 1776 года. Когда в июне 1776 года Конгресс начал дебаты по резолюции о независимости, Делегация Пенсильвании разделилась: Бенджамин Франклин и Джеймс Уилсон высказались за провозглашение независимости, а Джон Дикинсон и Роберт Моррис выступили против. Мортон оставался неизменным до 1 июля, когда он встал на сторону Франклина и Уилсона. Когда 2 июля состоялось окончательное голосование, Дикинсон и Моррис воздержались, что позволило делегации Пенсильвании поддержать резолюцию о независимости. Мортон подписал Декларацию 2 августа вместе с большинством других делегатов.

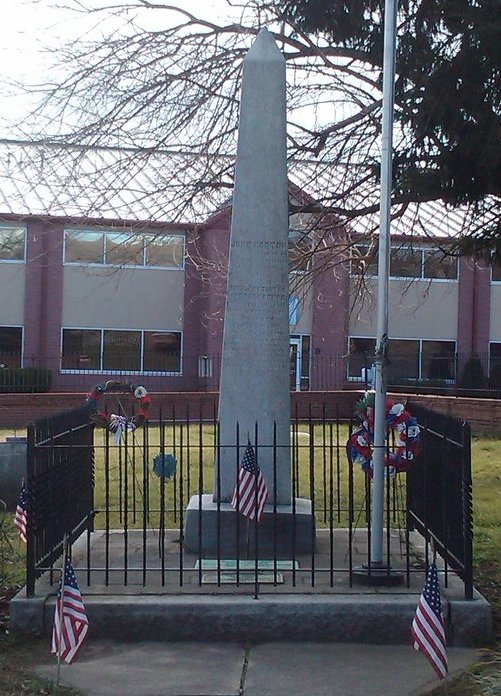
Могила Джона Мортона на кладбище Старой церкви Святого Павла, Честер, Пенсильвания.

Мортон был председателем комитета, написавшего Статьи Конфедерации, хотя он умер, вероятно, от туберкулёза, до того, как Статьи были ратифицированы.

## Личная жизнь
Джон Мортон женился на Энн Джастис из округа Честер, и вместе у них родилось три сына и пять дочерей; Аарон, Скетчли, Джон, Мэри, Сара, Лидия, Энн и Элизабет. Второй сын Мортона, Скетчли, был майором Пенсильванской милиции Континентальной армии во время Войны за независимость США. Мортон был активным членом англиканской церкви в округе Честер.

## Наследие
Джон Мортон был первым умершим подписантом Декларации независимости и был похоронен на кладбище старой церкви Святого Павла (также известном как старое шведское кладбище) в Честере, штат Пенсильвания. Могила Мортона оставалась безымянной до октября 1845 года, когда его потомками был установлен современный 11-футовый мраморный обелиск.

Надпись на западной стороне мемориала гласит:
Посвящается памяти Джона Мортона, члена Первого американского конгресса от штата Пенсильвания, собравшегося в Нью-Йорке в 1765 году, и следующего Конгресса, собравшегося в Филадельфии в 1774 году. Родился в 1724 году нашей эры — умер в апреле 1777 года.
Надпись на восточной стороне мемориала гласит:
При голосовании штатов по вопросу о независимости американских колоний было равное количество голосов до тех пор, пока не было дано голосование Пенсильвании, два члена которой проголосовали утвердительно, а двое — отрицательно. Ничья продолжалась до тех пор, пока голосование последнего члена, Джона Мортона, не решило обнародование Славного диплома американской свободы.
Надпись на южной стороне мемориала гласит:
В 1775 году, будучи спикером Ассамблеи Пенсильвании, Джон Мортон был избран членом Конгресса, а на незабываемой сессии 1776 года он в последний раз присутствовал на этом августейшем собрании, закрепив свое имя в благодарной памяти американского народа. подписав Декларацию независимости.
Надпись на северной стороне мемориала гласит:
Джон Мортон, которого друзья порицали за смелость, отдавшую решающий голос за Декларацию независимости, его пророческий дух, находясь на смертном одре, продиктовал им следующее послание: «Скажите им, что они доживут до того часа, когда они признают это». это была самая славная услуга, которую я когда-либо оказал своей стране.
Участие Джона Мортона в подписании Декларации независимости имело важное значение с точки зрения идентичности американцев финского происхождения. В первые десятилетия 20-го века финским иммигрантам пришлось столкнуться с вопросом о том, кто такие «настоящие американцы». Они утверждали, что через Мортона и Делавэр — они принадлежат к «национальностям-основателям» американской истории. Важную роль в распространении информации сыграл историк-любитель Саломон Ильмонен, исследовавший Делавэр и Джона Мортона к 300-летию Делавэра. Благодаря колонии Делавэр и Джону Мортону самооценка американских финнов выросла, и они эффектно отпраздновали историю колонии Делавэр как в 1938, так и в 1988 году.
50 исследователей Джона Мортона со всего мира прибыли в Рауталампи в июне 2010 года, чтобы изучить семейные корни Мортона. Среди прочего они познакомились с памятником Делавэру в городе. Согласно исследованиям ДНК, Мортон имеет финское происхождение с вероятностью 99,56 %. Его семейные корни из Савонии также были подтверждены исследованиями. В июле 2010 года в Рауталампи был открыт ресторан Konttiravintola Morton, названный в его честь. ДНК-анализ выявил у линии Мортона мужскую Y-гаплогруппу N-M231
В 2013 году Университет Турку основал Центр североамериканских исследований Джона Мортона после того, как был сделан вывод, что область исследований Северной Америки фрагментирована и необходим национальный институт. Университет Турку ежегодно вручает премию имени Джона Мортона, которая вручается за работу, проделанную в Финляндии на благо миграции и мультикультурализма.

## Список литературы
- Morton, John S. A History of the Origin of the Apellation Keystone State as Applied to the Commonwealth of Pennsylvania: Together with Extracts from Many Authorities Relative to the Adoption of the Declaration of Independence by the Continental Congress, July 4, 1776; To Which is Appended the New Constitution of Pennsylvania with an Alphabetical Contents. Philadelphia: Claxton, Remsen & Haffelfinger, 1874.
- Purcell, L. Edward. Who Was Who in the American Revolution. New York: Facts on File, 1993. ISBN 0-8160-2107-4
- Warden, Rosemary. «Morton, John». American National Biography Online, February 2000.